# STS-96
STS-96 (ang. Space Transportation System) – dwudziesta szósta misja wahadłowca Discovery i dziewięćdziesiąta czwarta programu lotów wahadłowców, która miała za cel dostarczenie zaopatrzenia do Międzynarodowej Stacji Kosmicznej.

## Załoga
źródło
- Kent V. Rominger (4)*, dowódca
- Rick D. Husband (1), pilot
- Ellen Ochoa (3), specjalista misji 2
- Tamara „Tammy” Jernigan (5), specjalista misji 1
- Daniel Barry (2), specjalista misji 3
- Julie Payette (1), specjalista misji 4 (Kanada)
- Walerij Iwanowicz Tokariew (1), specjalista misji 5 (Rosja)

*(w nawiasie podano liczbę lotów odbytych przez każdego z astronautów)

## Parametry misji
- Masa: 
  - startowa orbitera: 118 859 kg
  - lądującego orbitera: 100 230 kg
  - ładunku: 9097 kg
- Perygeum: 326 km[3]
- Apogeum: 340 km[3]
- Inklinacja: 51,6°[3]
- Okres orbitalny: 91,2 min[3]

### Dokowanie do ISS
- Połączenie z ISS: 29 maja 1999, 04:23:55 UTC
- Odłączenie od ISS: 3 czerwca 1999, 22:39:00 UTC
- Łączny czas dokowania: 5 dni, 18 godz., 15 min, 05 s

## Cel misji
Drugi lot wahadłowca na stację kosmiczną ISS – misja zaopatrzeniowo-obsługowa z modułem Spacehab-LDM.

## Spacer kosmiczny
EVA (30 maja 1999, 7 godz. 55 min): T. Jernigan, D. Barry.